# Абедин, Зейнул
Зейнул Абедин (бенг. জয়নুল আবেদিন) — бангладешский художник. Основные его работы посвящены темам народной жизни, самая известная из них — графическая серия «Голод в Бенгалии в 1943».

## Юность и образование
Зейнул Абедин родился 29 декабря 1914 года в Маймансингхе (Восточная Бенгалия). Его отец Тамизуддин Ахмед был полицейским инспектором, а мать - домохозяйка. Почти всё детство он прожил возле реки Брахмапутра. Позже, река Брахмапутра будет изображена на многих его картинах и будет главным источником его вдохновения на протяжении всей жизни. В 1933 году Зейнул Абедин поступил в Государственную школу искусств в Калькутте. Серия картин, которые Зейнул нарисовал в дань уважения реке Брахмапутра, написанных акварелью, удостоилась Золотой медали губернатора во всеиндийской выставке в 1938 году. Так был создан собственный стиль Зейнула Абедина.

## Изображение голода
Голод в Бенгалии 1943 года глубоко затронул Зейнула. Тогда он создал свои знаменитые картины, которые были показаны в 1944 году. Он также был влиятельным членом Калькуттской группы.

## Абедин и движение освобождения
Зейнул Абедин был втянут во все этапы движения, которое, в конце концов, сделало возможным создание государства Бангладеш. Он был на передовой движения по воссозданию культурной самобытности Бенгалии, которая была изолирована правительством Пакистана. В 1969 году он нарисовал свиток Нобанно (праздник урожая в Бенгалии), используя китайские чернила, акварель и воск.

## Период после объявления независимости

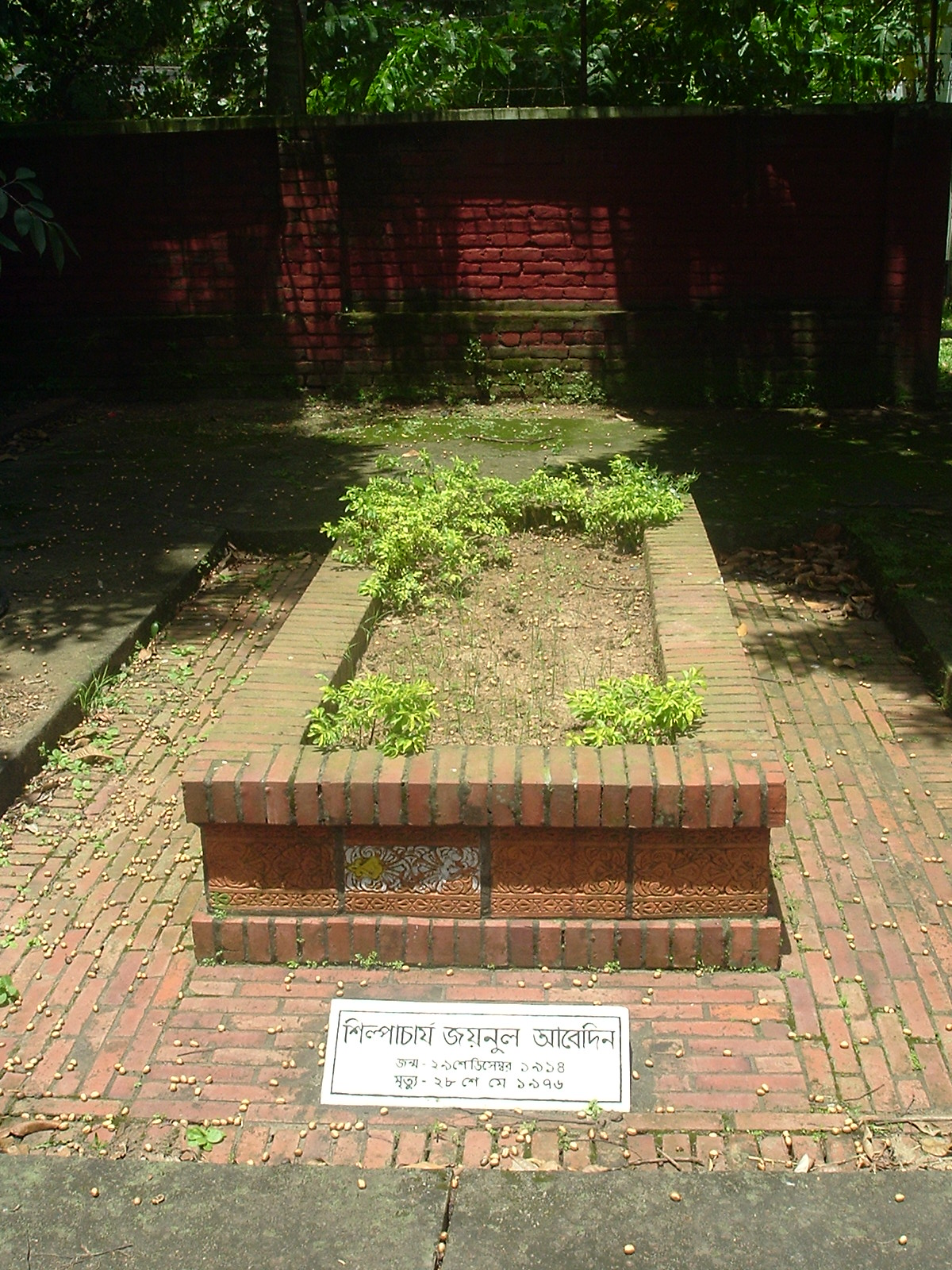
Могила Зейнула Абедина

В 1975 году Зейнул Абедин основал Народный музей искусств в Сонаргаоне (возле города Дакка), а также Zainul Abedin Sangrahashala (галерея собственных работ) в Маймансингхе. Зайнул Абедин умер от прогрессирующего рака лёгких 28 мая 1976 года в Дакке. «Два лица» — его последняя картина, законченная перед смертью. В 1982 году 17 из 70 его картин, хранившихся в Zainul Abedin Sangrahashala, были украдены. Впоследствии, только 10 из них были найдены.